# ای. جی. مارشال
اورت یوگن گرونز (به انگلیسی: Everett Eugene Grunz) مشهور به ای. جی. مارشال (۱۹۱۴–۱۹۹۸)، بازیگر آمریکایی بود.

## فیلم‌شناسی
شهرت او به علت بازی نقش وکیل لورنس پرستون در مجموعه "مدافعان"، ایفای نقش دیوید کریگ در فیلم "برجسته‌ها:دکتران تازه‌کار" و البته بازی‌اش در نقش "تصمیم‌گیرنده شماره ۴"، در فیلم ۱۲ مرد خشمگین، ساخته سیدنی لومت است. او همچنین در یکی از قسمت‌های سریال "آلفرد هیچکاک تقدیم می‌کند"، ساخته آلفرد هیچکاک ایفای نقش می‌کند.